# Frank Whaley
Frank Joseph Whaley (Syracuse, 20 de julho de 1963) é um ator estadunidense de cinema e televisão, conhecido por seus papéis em filmes independentes. Whaley teve participações em filmes como JFK, Born on the Fourth of July e Pulp Fiction.

## Vida pessoal
Whaley nasceu em Syracuse, Nova Iorque, filho de Josephine e Sr.Robert W. Whaley. Ele é tem descendência meio irlandesa e meio-siciliano [carece de fontes?] e cresceu em Syracuse. Ele tem duas irmãs e um irmão mais velho. Seu pai morreu em 1990 de problemas de saúde relacionados com o alcoolismo. Whaley formou Anthony A. Henninger High School em 1981 e mais tarde na Universidade de Albany. Em 2001, ele se casou com Heather Bucha, atriz e escritora, com quem tem dois filhos. Eles colaboraram na piloto da NBC Lloyd of the House, e continuaram a escrever juntos.

## Carreira
O uns de seus filmes como roteirista e diretor é New York City Serenade, estrelando Chris Klein e Freddie Prinze, Jr., estreou no Toronto International Film Festival 2007. O filme recebeu críticas negativas e do New York Times disse que "a história é transparente e banal". Ele interpretou o vilão em 2007 no filme de terror Vacancy ao lado de Luke Wilson e Kate Beckinsale, e ele estrelou em 10 de abril de 2007 episódio de Boston Legal , onde ele interpreta um homem que tentou alterar a cena do crime de um assassinato cometido ao seu irmão.

## Filmografia
- Ironweed (1987), Young Francis Phelan
- Born on the Fourth of July (1989), Timmy
- Field of Dreams (1989), Archie Graham
- Little Monsters (1989), Boy
- Flying Blind (1990)
- Cold Dog Soup (1990), Michael Latchmer
- The Freshman (1990), Steve Bushak
- The Doors (1991), Robby Krieger
- JFK (1991), Oswald imposter
- Career Opportunities (1991), Jim Dodge
- A Midnight Clear (1992), Paul Mundy
- Hoffa (1992), Jovem trucker
- Swing Kids (1993), Arvid
- I.Q. (1994), Frank
- Swimming with Sharks (1994), Guy
- Pulp Fiction (1994), Brett
- Fatal Deception: Mrs. Lee Harvey Oswald (1994), Lee Harvey Oswald
- The Outer Limits (1995), Henry Marshall
- Homage (1995), Karchie
- Broken Arrow (filme de 1996) (1996), Giles Prentice
- Retroactive  (1997), Brian
- Glam (1997), Franky Syde
- Went to Coney Island on a Mission from God... Be Back by Five (1998), Skee-Ball Weasel
- When Trumpets Fade (1998), Medic Chamberlain
- Red Dragon (2002), Ralph Mandy (Não creditado)
- School of Rock (2003), Battle of Bands Director (Não-creditado)
- The Twilight Zone (2002)

- "Future Trade",  Martin Donnor

- Law & Order: Criminal Intent (2004)
- Navy NCIS: Naval Criminal Investigative Service (2004)"Chained" Jeffrey White
- Crazy Eights (2006), Brent Sykes
- World Trade Center (2006), Chuck Sereika
- Psych (2006) "Who Ya Gonna Call?" (2006), Robert Dunn/Martin Brody/Regina Kane
- Vacancy (2007)
- Ruffian (2007) Bill Nack
- Boston Legal (2007)
- House MD (2007) "Mirror Mirror", Robert Elliot
- Drillbit Taylor (2008), Interviewed Bodyguards
- The Cell 2 (2009), Duncan
- Burn Notice (2010)

- "Breach of Faith" (2010), Josh Wagner

- Janie Jones (2010), Chuck

- Alcatraz (2012)

- "The Ames Brothers" (2012), Officer Donovan

- Ray Donovan (2013), Van Miller
- Rob the Mob (2014)

- The Blacklist(2014), Karl Hoffman
- Hustlers (2019)